# Lamania nirmala
Lamania nirmala är en spindelart som beskrevs av Pekka T. Lehtinen 1981. Lamania nirmala ingår i släktet Lamania och familjen Tetrablemmidae. Inga underarter finns listade i Catalogue of Life.